# Vyšný Kubín
Vyšný Kubín (en allemand : Oberkubin) est une commune du district de Dolný Kubín, dans la région de Žilina, en Slovaquie.

## Histoire
La première mention écrite de la localité date de 1325.

## Démographie

### Évolution de la population
| Année:               | 1994. | 2004.    | 2014.    | 2024.    |
| -------------------- | ----- | -------- | -------- | -------- |
| Nombre de personnes: | 503   | 561      | 722      | 853      |
| Différence:          |       | +11,53 % | +28,69 % | +18,14 % |

| Année:               | 2023. | 2024.   |
| -------------------- | ----- | ------- |
| Nombre de personnes: | 817   | 853     |
| Différence:          |       | +4,40 % |